# Песь (река)
Песь — река в Новгородской и Вологодской областях России, правый и наибольший приток реки Чагодощи (бассейн Волги). Длина 145 км (с рекой Медведа — 194 км), площадь водосборного бассейна — 2730 км², средний расход воды в 123 км от устья — 6,4 м³/с.

## Этимология
Название реки происходит от древнерусского слова песь, что значило песчаная.

## Физико-географическая характеристика
На реке расположены одноимённые село Песь и деревня Песь, посёлок Хвойная (центр Хвойнинского района Новгородской области), село Белые Кресты, посёлки Сазоново и Чагода (центр Чагодощенского района Вологодской области).
Песь вытекает из озера Ракитинское на северо-востоке Новгородской области. Реку Медведа, впадающую в озеро Ракитинское, иногда ошибочно считают началом Песи.
После истока ширина Песи составляет 15—20 метров. Она довольно быстро течёт в каменистом русле, на этом участке в реке много камней, перекатов и небольших порожков.
За посёлком Песь на железной дороге «Сонково — Санкт-Петербург», течение реки замедляется, перекаты исчезают, а берега становятся низкими и заболоченными. Такой характер река сохраняет до Хвойной, стоящей на той же железной дороге, за которой Песь уходит в живописные сосновые леса. В деревне Минцы на реке плотина и запруда. За ней Песь течёт в красивых, лесных, малонаселённых берегах вплоть до посёлка Сазоново. На участке, где Песь течёт рядом с железной дорогой «Кабожа — Подборовье», она преодолевает ещё один порожистый участок с каменистыми перекатами. Интересно, что в этом месте Песь подходит к реке Кобожа на расстояние всего около двух километров, реки даже соединяются несколькими мелиорационными каналами, однако затем реки расходятся.
За Сазоново река расширяется до 30—40 метров, по берегам становится больше лугов и песчаных пляжей. В посёлке Чагода Песь впадает в реку Чагода, которая после этого принимает название Чагодоща.
При впадении реки Песь в Чагодощу находится могильник Чагода I. Зафиксированы остатки деревянных сооружений — «домиков мёртвых». Для грунтовых погребений и сооружений получены радиоуглеродные даты от 2250 до 1760 л. н. Здесь найдены две коньковые подвески с двумя головами. Это древнейшие изображения лошадей на севере Восточной Европы. Традиция погребений в наземных погребальных сооружениях была привнесена в раннем железном веке, что свидетельствует о появлении хорошо вооружённого скотоводческого населения. Могильник прекращает существование на рубеже IV—V веков, что связано с продвижением населения культуры длинных курганов.
Река пользуется популярностью у туристов-водников и рыбаков.

## Притоки
(км от устья)
- 7 км: река Ратца (лв)
- 74 км: река Минечка (лв)
- 79 км: река Кушавера (пр)
- 100 км: река Талка (лв)
- 138 км: река Сусечная (лв)